# Ernst Lubitsch
Ernst Lubitsch (født 28. januar 1892, død 30 november 1947) var en tysk-amerikansk filminstruktør.
Lubitsch var allerede en berømt filminstruktør da han udvandrede til USA i 1922. Han blev en amerikansk statsborger i 1936.

## Udvalgte film
- Hankøn og Hunkøn (1918)
- Madame DuBarry (1919)
- Lady Windermere's Fan (1925; efter et Oscar Wilde-skuespil)
- Prinsgemalen (1929)
- Madame forelsker sig (1932)
- Den glade enke (1934)
- Ninotchka (1939)
- Den lille butik (1940)
- At være eller ikke være (1942)
- Himlen må vente (1943)

## Andet
- You've Got Mail med Meg Ryan er en remake af Den lille butik